# Puchevillers
Puchevillers é uma comuna francesa na região administrativa de Altos da França, no departamento de Somme. Estende-se por uma área de 14,24 km². Em 2010 a comuna tinha 558 habitantes (densidade: 39,2 hab./km²).